# Ариэль, Меир

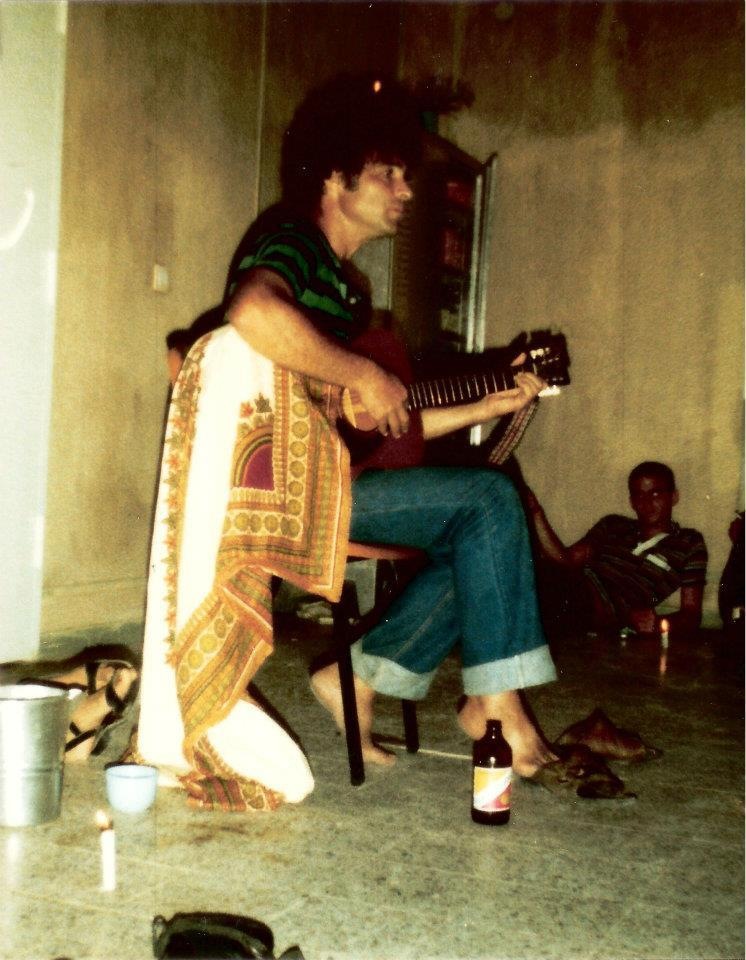
Меир Ариэль, 1970-е годы.

Меир Ариэль (מאיר אריאל; 2 марта 1942 — 18 июля 1999) — израильский поэт, певец и композитор.
Песни Ариэля написаны языком, смешивающим высокий литературный иврит в традициях Соломона ибн Габироля, Натана Альтермана и Хаима-Нахмана Бялика, с современным ивритом и влияниями американского фолк-рока таких артистов как Боб Дилан. Хотя при жизни он выпустил много альбомов песен собственного исполнения и написал много хитов другим артистам, слава лично Ариэлю пришла в основном после его неожиданной смерти в 1999 году.

## Биография
Ариэль родился в день Поста Эстер в 1942 году в семье Александра и Голды Башмачниковых , уроженцев Литвы. Незадолго до рождения сына, Александр сменил фамилию на Ариэль. Меир Ариэль рос в кибуце Мишмарот. С детства дружил с Шаломом Ханохом, ставшим впоследствии одним из наиболее популярных израильских рок-певцов.
Ариэль служил в Бригаде Цанханим (десантников) Армии обороны Израиля и участвовал в боях за Иерусалим во время Шестидневной войны. Это натолкнуло его на написание песни «Железный Иерусалим» на мелодию знаменитой патриотической песни «Золотой Иерусалим», но критикующую израильский ура-патриотизм, вызванный победой в войне. На конверте пластинки с песней он снялся в военной форме, что дало ему прозвище «поющий десантник».
После войны он жил некоторое время в США, где ознакомился с американским фолк-роком. По возвращении в Израиль начал писать песни. Участвовал в боях на Суэцком канале в Войне судного дня, что также отразилось в некоторых его песнях.
В 1987 году он переехал с семьёй в Тель-Авив. До 1997 года он выпустил шесть студийных альбомов и один концертный альбом.
Ариэль неожиданно скончался 18 июля 1999 года от болезни, вызванной укусом клеща. Он был похоронен в кибуце Мишмарот, в котором провёл свою молодость.
После смерти его популярность продолжала расти. Было проведено много концертов его памяти, некоторые из которых были изданы как альбомы.
Кроме исполнения собственных песен, Ариэль писал песни также для таких популярных израильских артистов как Шалом Ханох, Арик Айнштейн, Рита и Дэвид Броза.
В 2009 году израильская почта выпустила марку с его портретом. Его именем названы улицы в нескольких городах.